# A Sun by Rising Set
A Sun by Rising Set ist das Debütalbum der Aachener Progressive-Rock-Band The Void’s Last Stand. Das Konzeptalbum wurde 2009 veröffentlicht. Bevor das Album beim Label Long Hair Music im Dezember 2009 veröffentlicht wurde, war bereits im Herbst 2009 eine sehr geringe Auflage auf einer im Eigenverlag veröffentlichten CD erschienen, die mittlerweile vergriffen ist.

## Aufbau
Das Album besteht aus lediglich zwei Stücken, die eine Länge von jeweils ungefähr 25 Minuten haben. Dem zweiten Stück, Under the Ardent Sun, folgt hierbei nach 19:57 Minuten ein etwa fünfminütiger Hidden Track, der einen Teil des genannten Songs mit deutschem Gesang darstellt.

## Hintergrund
Das Album erzählt die Geschichte des jungen Schriftstellers Elilah, der in einer drogeninitiierten Psychose vom Geist des verstorbenen Kaisers Elagabal heimgesucht wird. Dieser ergreift Besitz von Elilah und nimmt ihn mit auf eine Reise in die Vergangenheit, um ihm die Wahrheit über sein sagenumwobenes Leben zu zeigen. Elagabal beauftragt Elilah damit, ihn für die Mythen und Lügen an der Menschheit zu rächen. Aufgrund seiner tiefen Gottesgläubigkeit schafft es Elilah sich schließlich aus dem Bann Elagabals zu befreien. Sänger Jonas Wingens verfasste seine Studienabschlussarbeit ebenfalls über den römischen Kaiser Elagabal.

## Rezeption
Die Musik auf dem Album wird oft mit The Mars Volta, Frank Zappa, Nektar, Ruins oder Captain Beefheart verglichen. Oft erwähnt wird die Vielzahl an musikalischen Einflüssen. Im Musikmagazin eclipsed war zu lesen:

„[…] zwei jeweils 25-minütige Kompositionen, die, meist in Atem beraubendem Tempo, so ziemlich alles verwursten, was es in den letzten vierzig Jahren an extravagantem Prog gegeben hat: vertrackte, schräge Gitarren à la Cpt. Beefheart, hypnotisch repetierende 5er- und 7er Rhythmen mit wummernden Bässen, die an Magma denken lassen, und das eine oder andere jazzige verzwirbelte Canterbury-Riff.“

## Titelliste
1. Mother Sun and the other Son (Part I) (25:33)
  1. Emesa Shapes
  2. Graves Of Afamiya
  3. Immae’s Amazons – Lichtode
  4. Six Horses Of The Meteor
  5. Phaeton Glorificnuch
2. Under the Ardent Sun (25:18)
  1. Parrots Post Over Père Lachaise
  2. Songs Of Syria And Despondos
  3. Berg Van Licht
  4. Bet-El And The Hierodules Of Elyx
  5. 'Hidden Track'